# Fabricio Guevara
Fabricio Guevara (Quinindé, Provincia de Esmeraldas, Ecuador, 16 de febrero de 1989) es un futbolista ecuatoriano. Juega de mediocampista y su equipo actual es el Club Deportivo El Nacional de la Serie A de Ecuador.

## Clubes
| Club         | País    | Año       |
| ------------ | ------- | --------- |
| El Nacional  | Ecuador | 2007-2012 |
| Liga de Loja | Ecuador | 2013-     |

- Datos: Q5428171